# Garett Maggart
Garett Carter Maggart (Darien (Connecticut), 24 mei 1969) is een Amerikaans acteur.

## Biografie
Maggart werd geboren in Darien (Connecticut) als zoon van acteur Brandon Maggart, en is halfbroer van zangeressen Fiona Apple en Maude Maggart.
Maggart begon in 1982 met acteren in de film The World According to Garp, hij is vooral bekend van zijn rol als Blair Sandburg in de televisieserie The Sentinel waar hij in 62 afleveringen speelde (1996-1999).

## Filmografie

### Films
- 2010 Vampire – als McKay
- 2009 Doc West – als Johnny (stem)
- 2007 Because I Said So – als aannemer / timmerman
- 2002 Demon Under Glass – als dr. Joseph McKay
- 1982 The World According to Garp – als jongen

### Televisieseries
Uitgezonderd eenmalige gastrollen.
- 1996-1999 The Sentinel – als Blair Sandburg – 62 afl.

- Library of Congress Control Number: no2015167113
- MusicBrainz: 0cde372f-f364-427c-99af-da3257c8a6e8
- Virtual International Authority File: 221145542583496640086
- WorldCat: E39PBJckKWR6MPfgw9pwTWyrv3